# Margitta Krüger
Margitta Krüger est une ancienne slalomeuse en canoë est-allemande, qui participe à des compétitions au milieu des années 1960.

## Palmarès
Elle remporte une médaille d'argent avec Werner Lempert dans l'épreuve mixte C-2 aux championnats du monde de slalom (canoë-kayak) 1963 à Spittal.